# マヤ薬局
株式会社マヤ薬局（マヤやっきょく）は、医薬品・一般用医薬品の卸売・小売を中心とする日本の企業。現在は東邦ホールディングスの傘下「セイエル」である。地盤は岡山県津山市周辺。

## 概要
- 本社は岡山県津山市本町3-6
- 卸部は岡山県津山市井口25
- 資本金　4,000万円
- 代表取締役社長　真屋猪一郎

## 沿革
- 1922年12月 - 岡山県津山市本町に「真屋薬局」創業
- 1953年3月 - 「株式会社マヤ薬局」設立
- 1969年5月29日 - 津山卸センター内に卸部門を分離独立
- 1980年12月 - 岡山県岡山市の岡山医薬品に津山市周辺の営業権を譲渡し小売専門となる

## 営業所
- 岡山県：津山市

## 主な取引メーカー
- 塩野義製薬
- 稲畑産業(現在・大日本住友製薬)
- 萬有製薬
- 小野薬品